# Maison-tour toscane

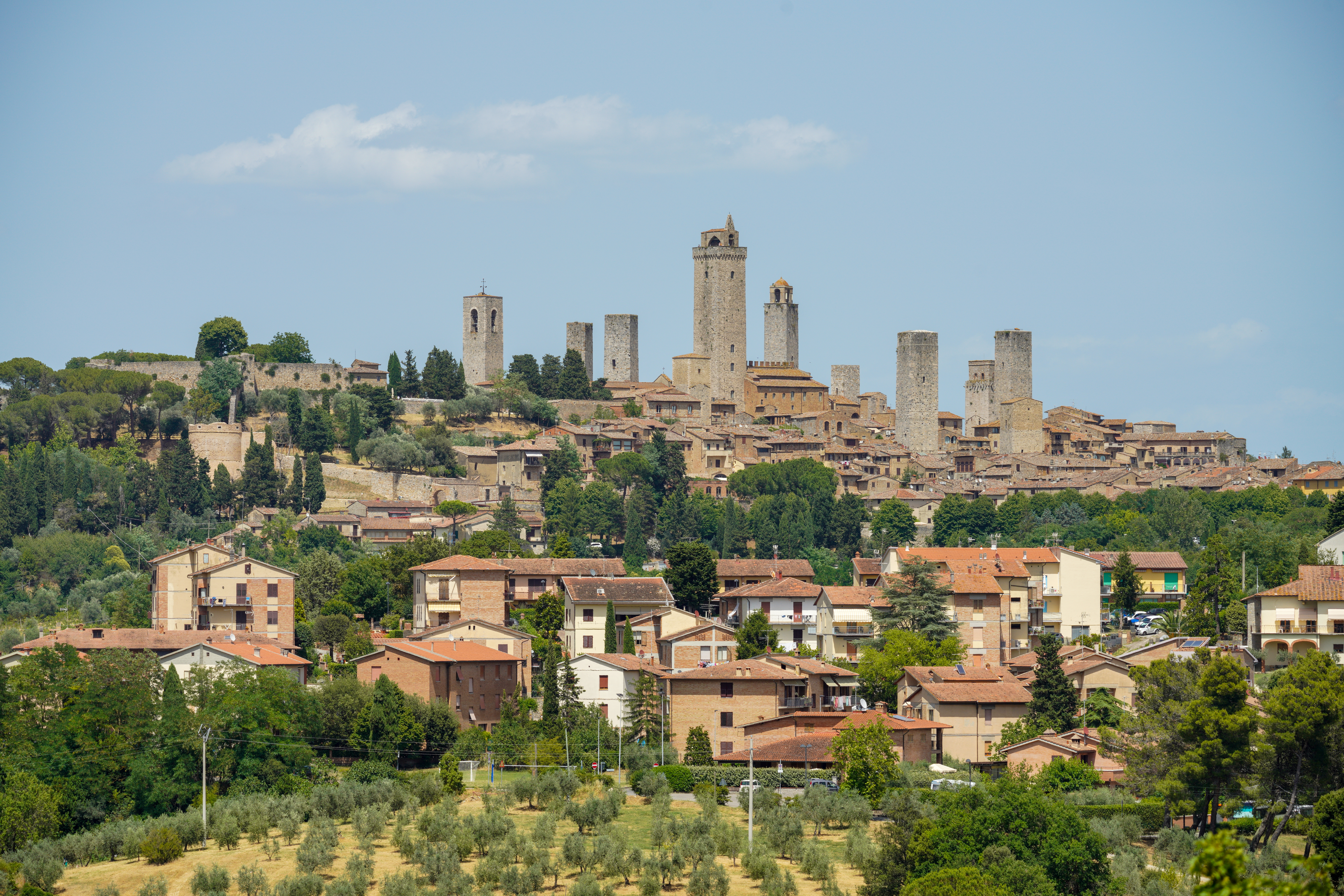
Panorama des maisons-tours de San Gimignano.

La maison-tour toscane (généralement en italien : Casatorre et plus simplement en Toscane Torre) est un type d'habitat urbain médiéval que l'on trouve en grand nombre encore aujourd'hui dans le centre de l'Italie.
Initialement fortifiées dès leur apparition au Xe siècle, les maisons-tours perdent leur rôle défensif ; leurs attributs militaires symboliseront alors la puissance de leurs propriétaires principalement dans les métropoles de Lucques, Florence, Pise, Sienne, San Gimignano, Pérouse.

## Florence
Elles sont appelées Torri (Torri di Firenze (it)), sont classées parmi les palais, et on les rapprochera des tours érigées dans les bâtiments existants et les complétant à San Gimignano.
À Florence, d'un nombre de 167 dans les années 1200, avec des hauteurs dépassant les 70 m, une loi limite leur hauteur à 25 m dès 1250 et impose à leurs propriétaires de les habiter une partie de l'année, dans le but de désamorcer leurs défis permanents envers le pouvoir dans la ville. 

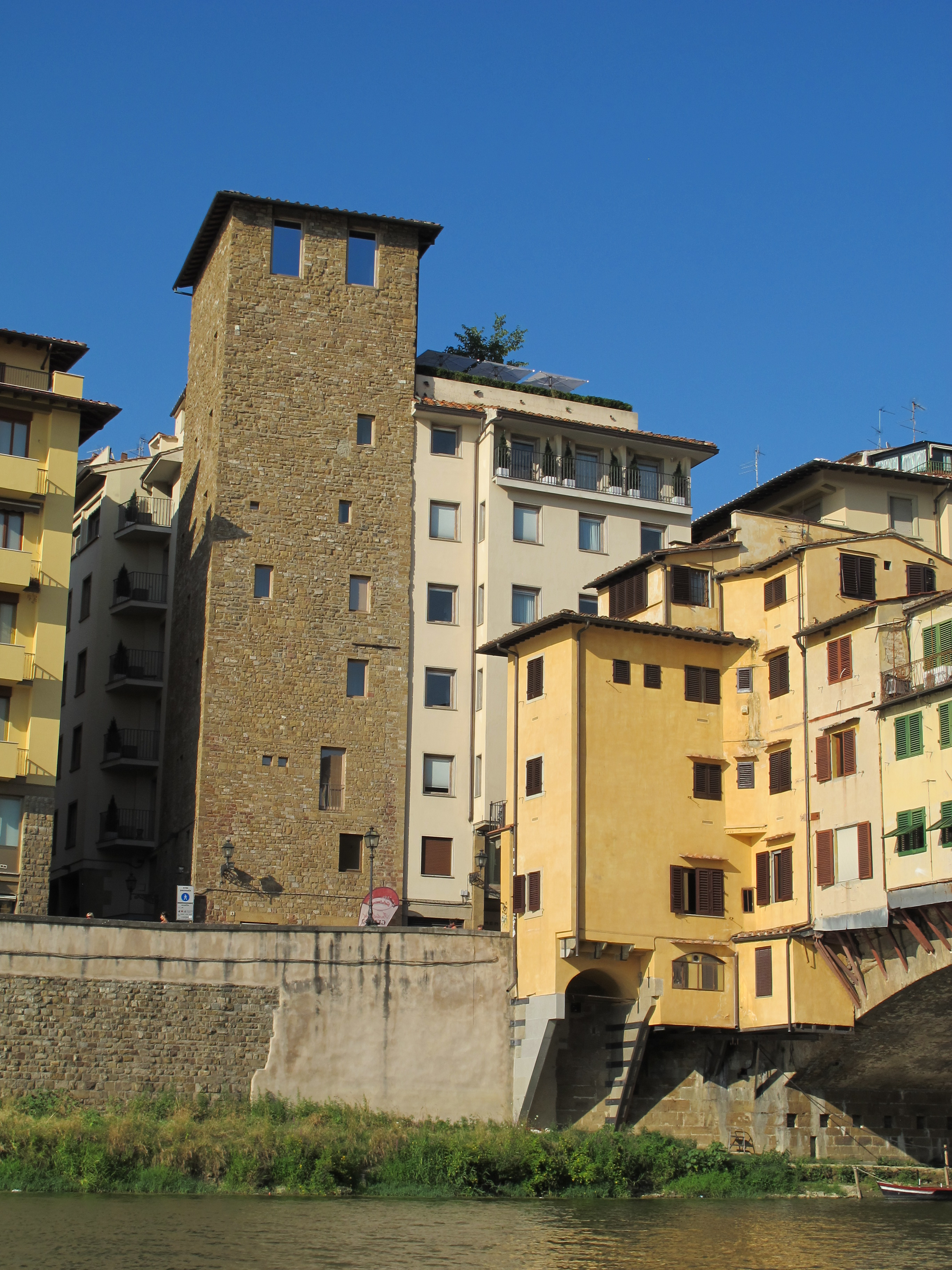
La maison-tour des Consorti près du Ponte Vecchio.
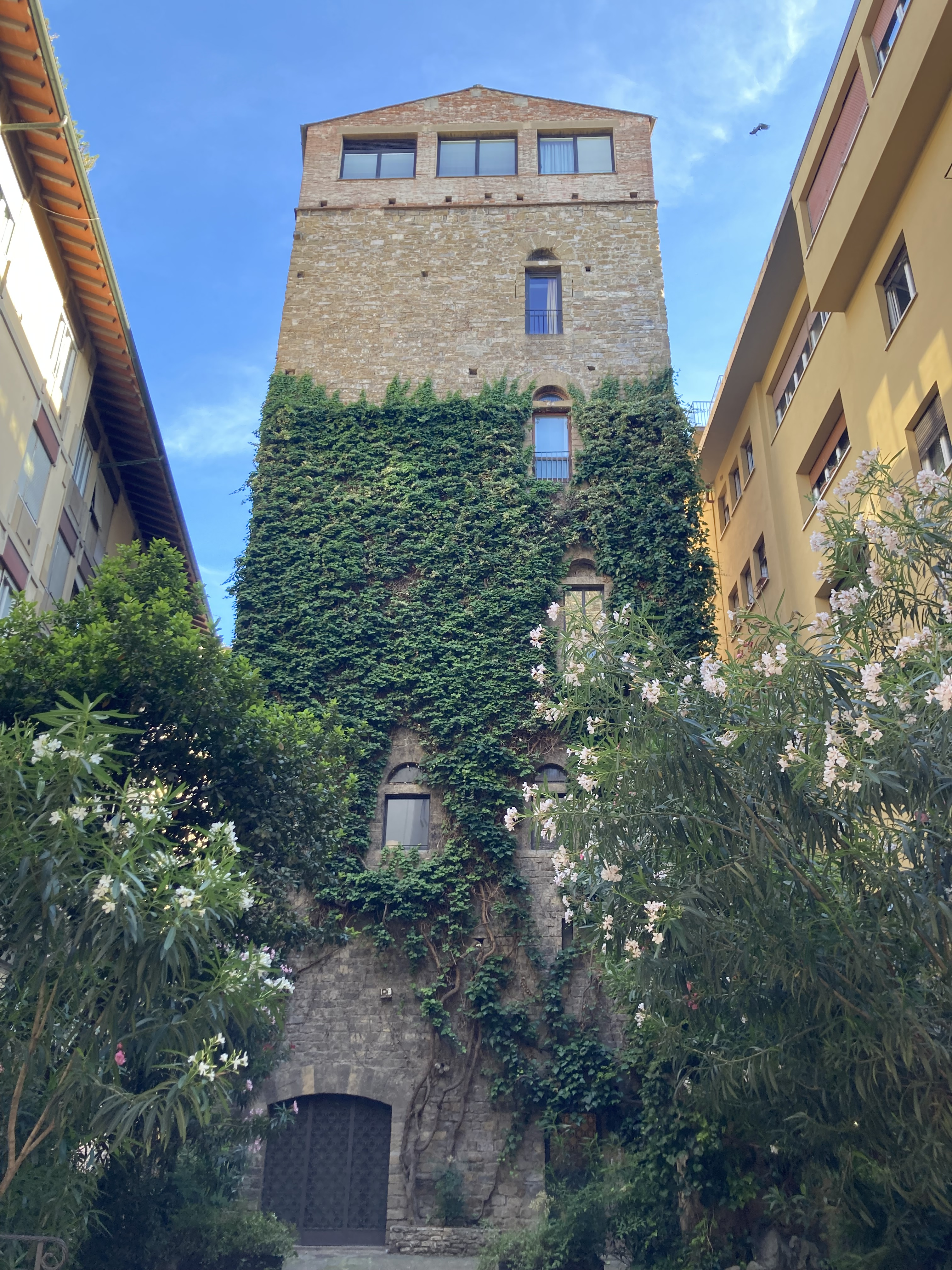
La maison-tour des Belfredelli.
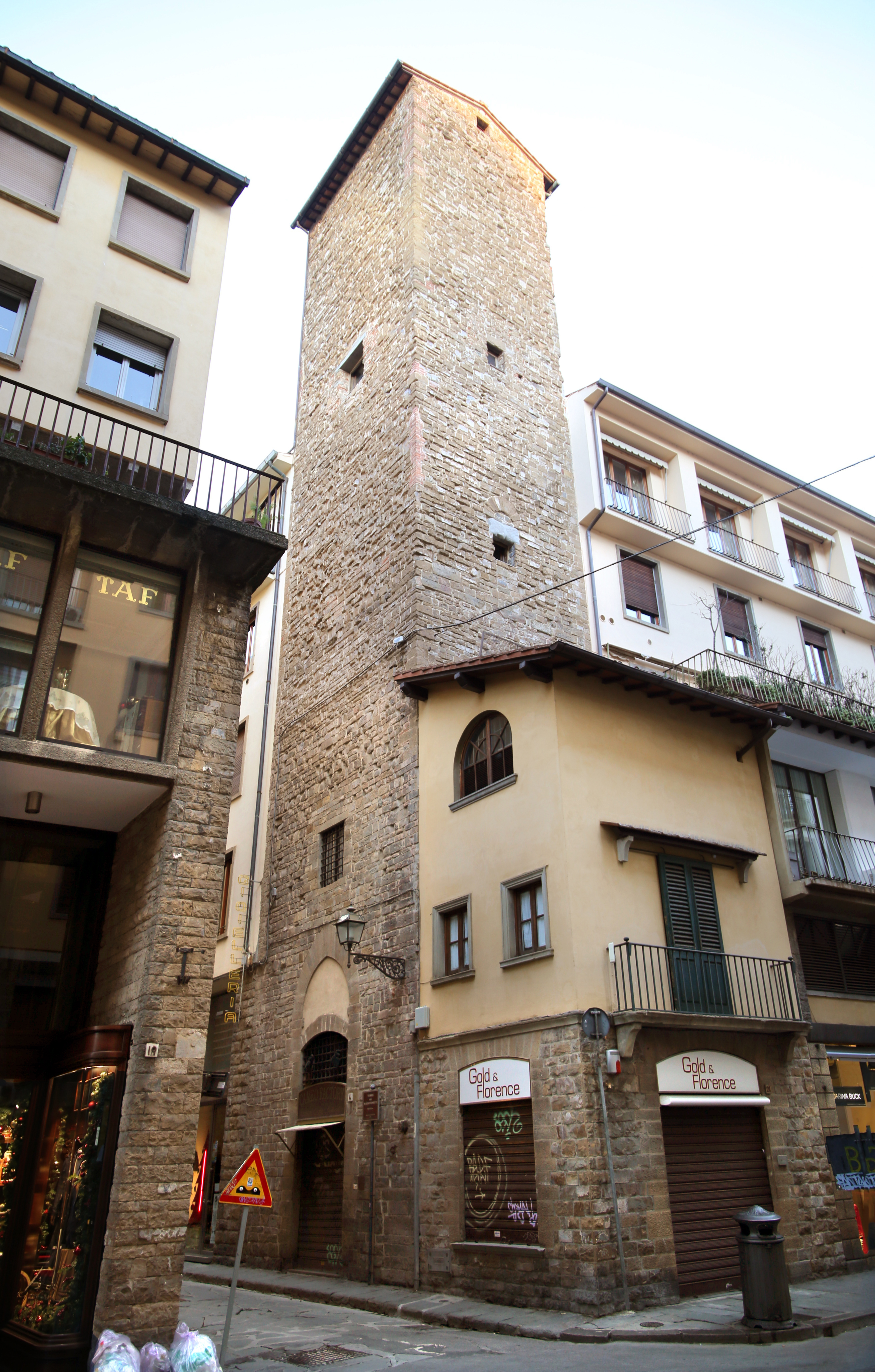
La maison-tour des Baldovinetti.
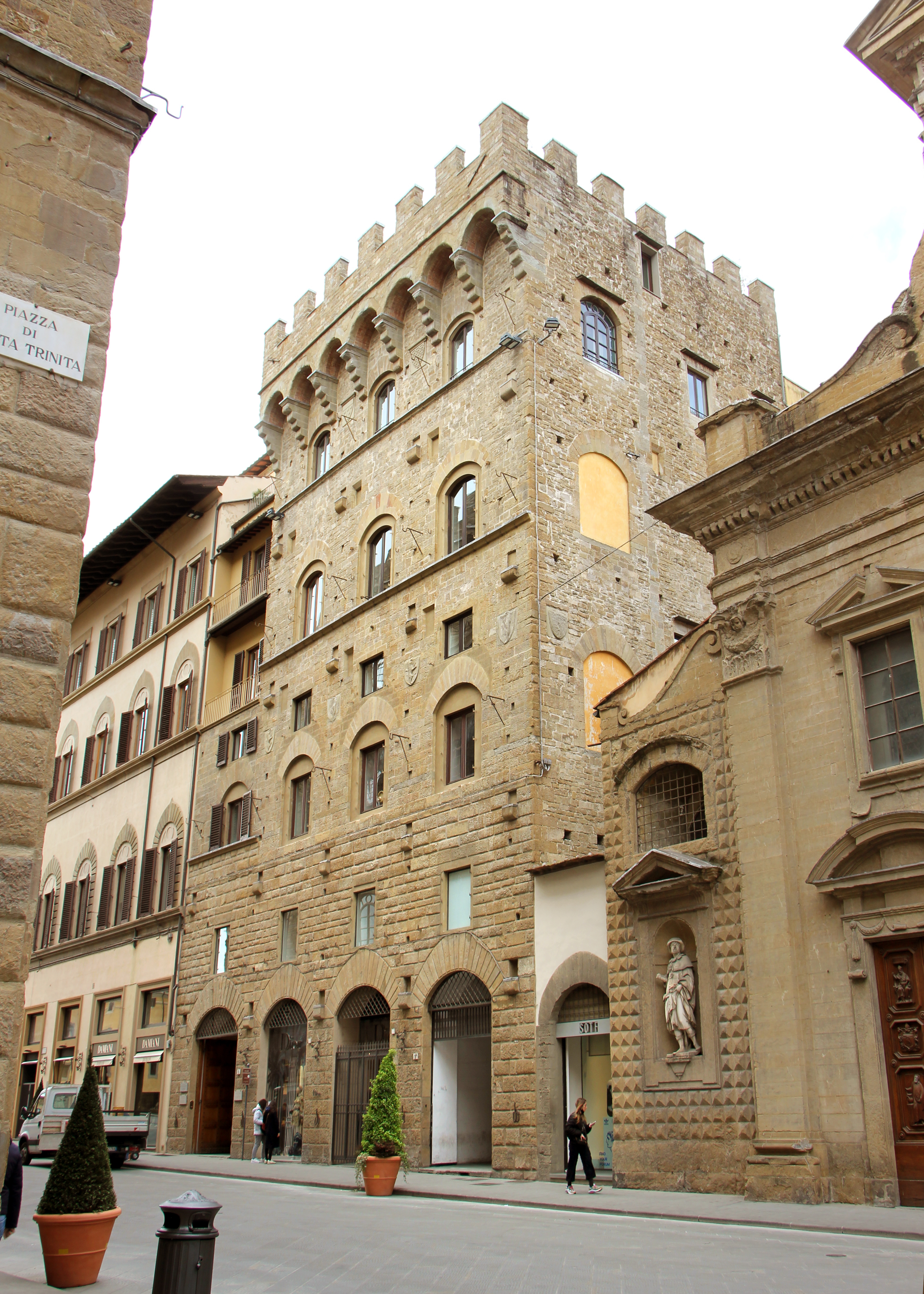
La maison-tour des Gianfigliazzi.
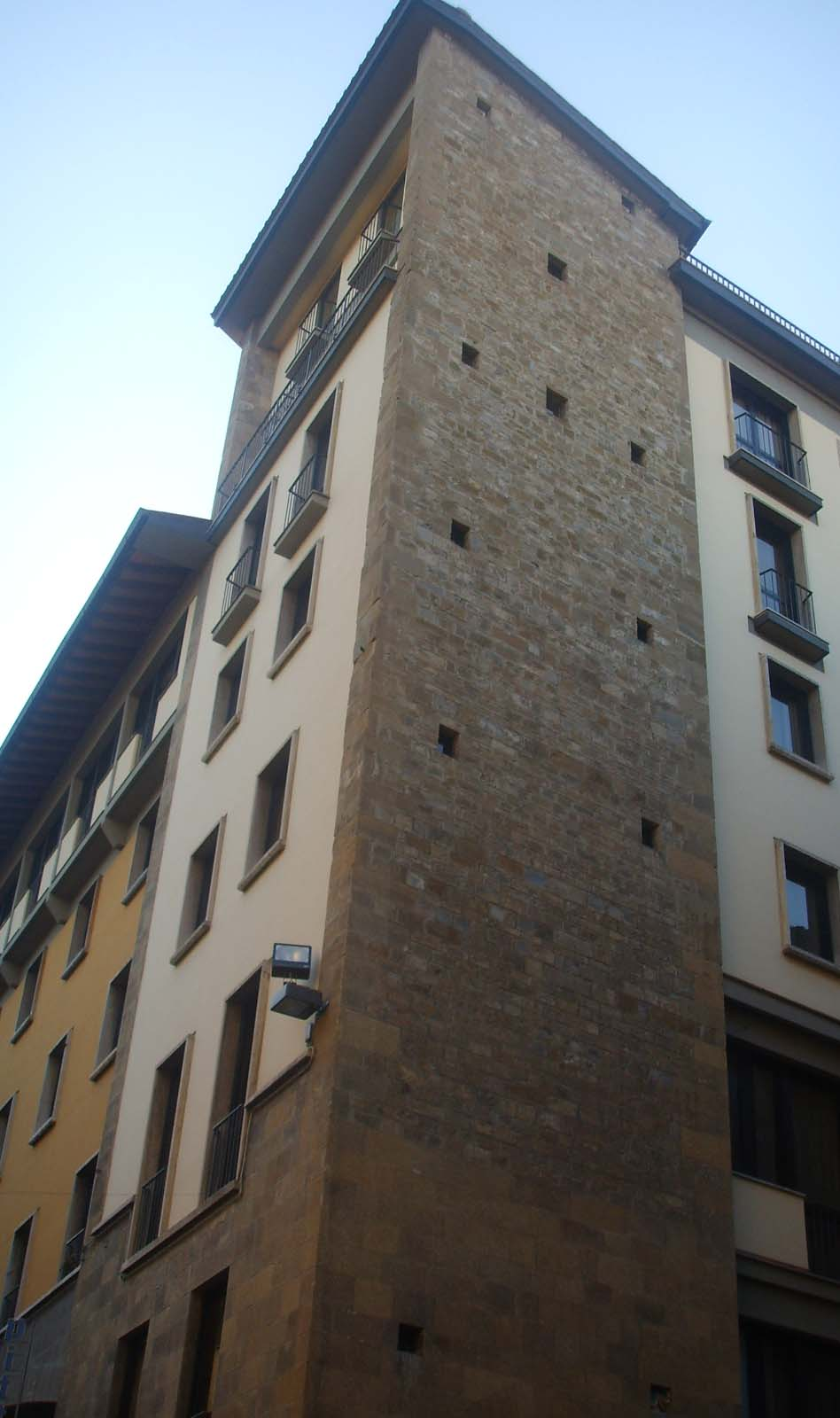
La maison-tour des rossi cerchi.
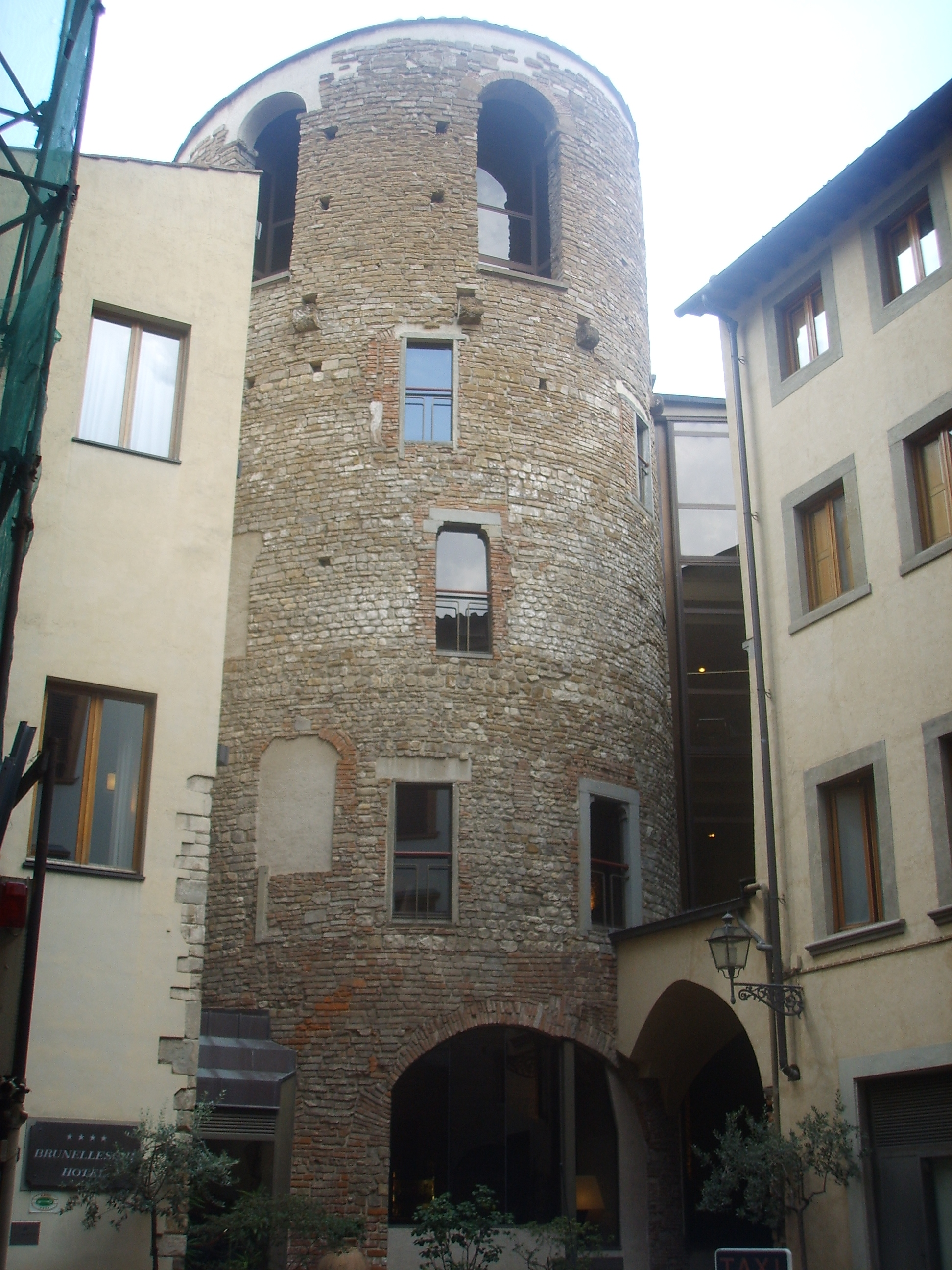
La maison-tour de la Pagliazza.
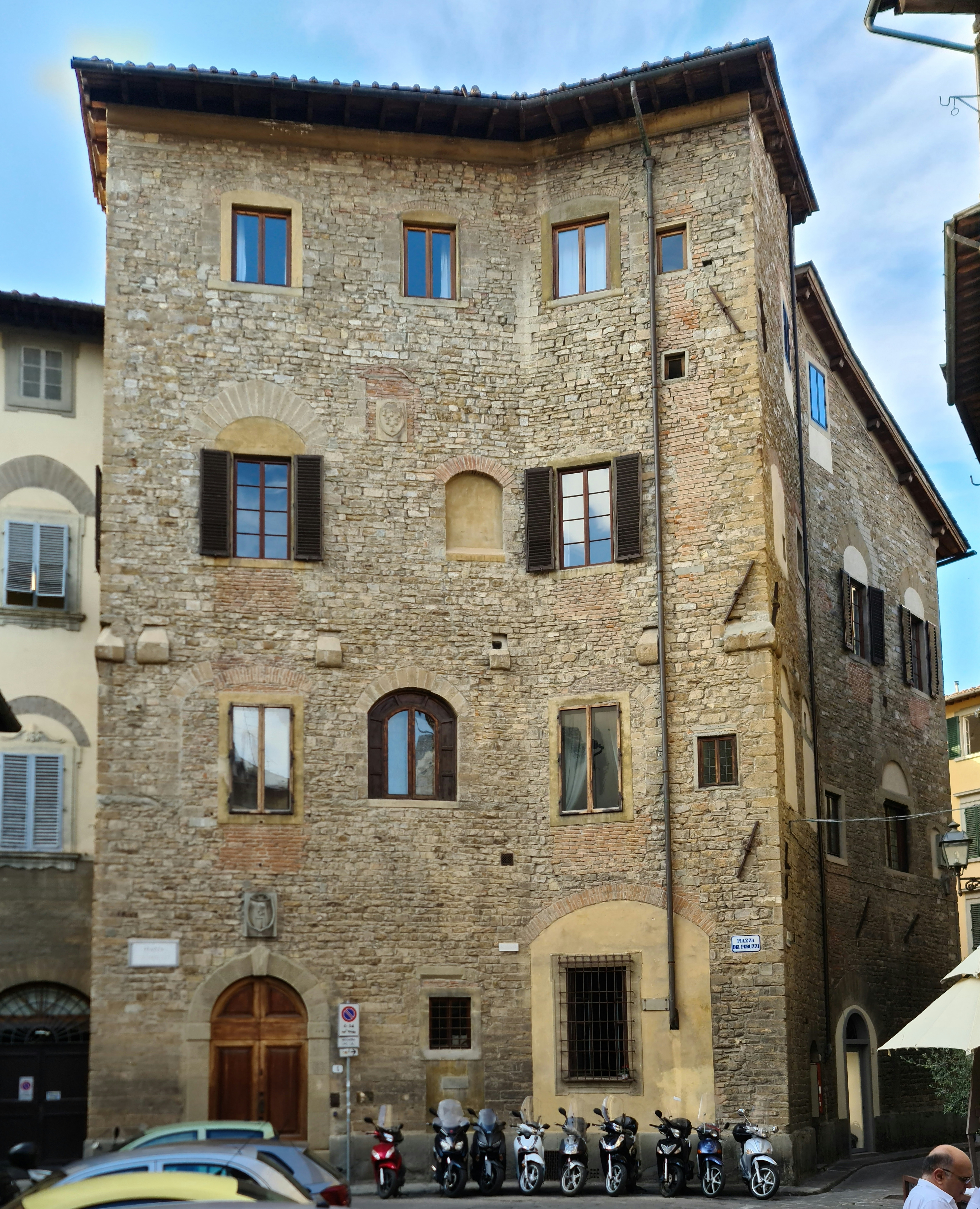
La maison-tour des Peruzzi.
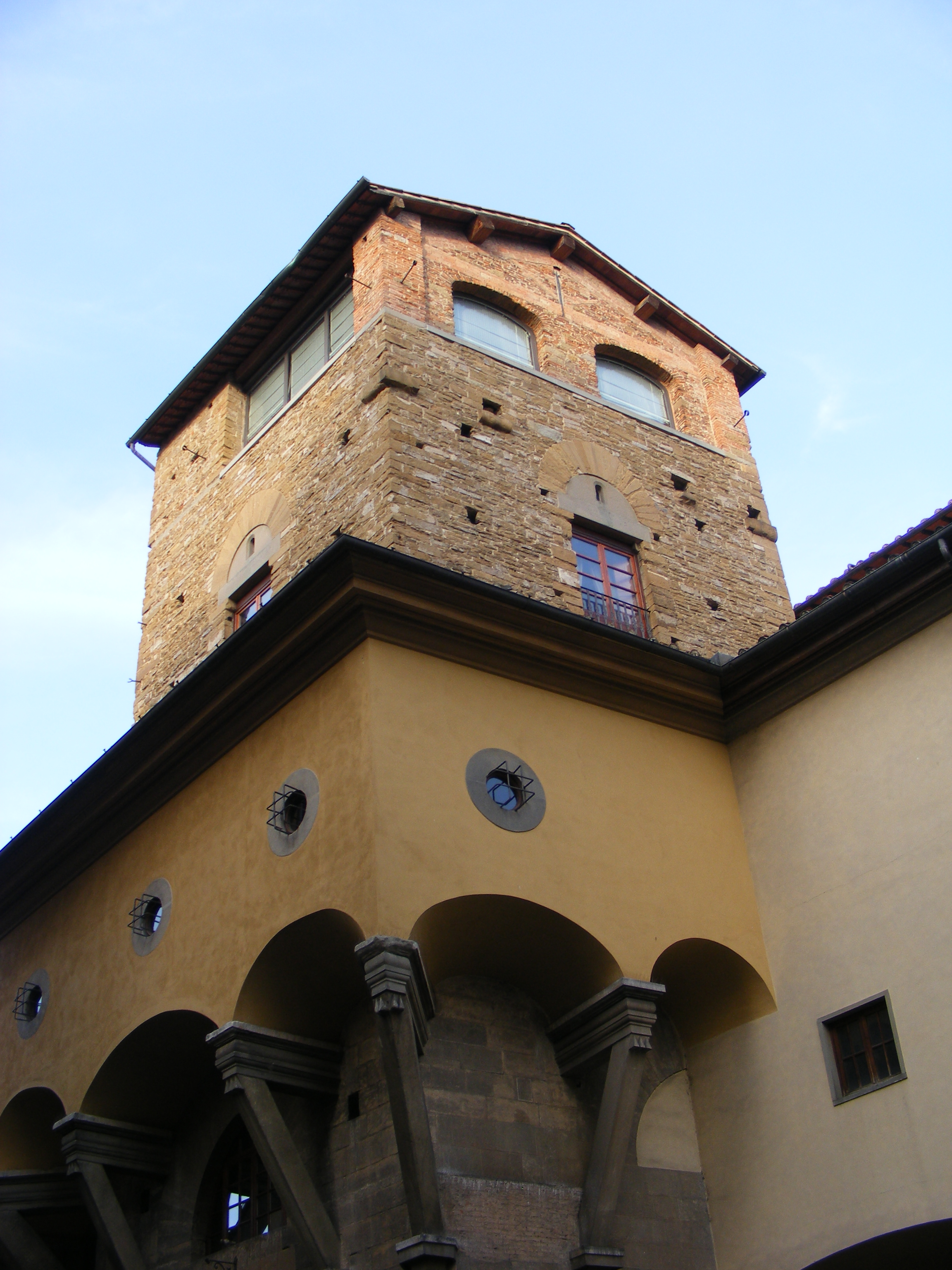
La maison-tour des Manelli contournée par le Corridor de Vasari.
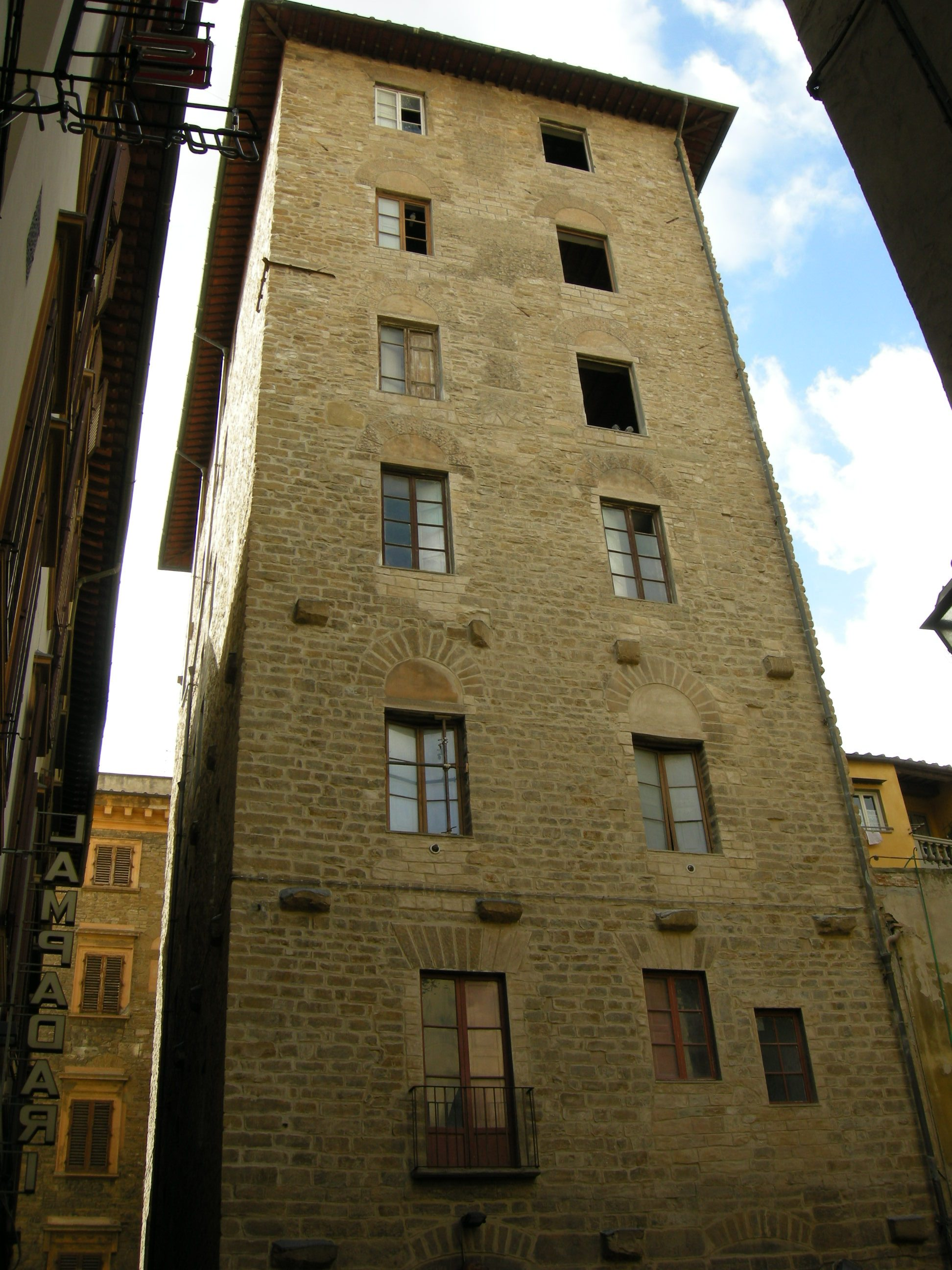
La maison-tour des Ricci.

### Nord de l'Arno

#### Quartier romain
Limité par la Piazza del Duomo à la Via Tornabuoni, du Lungarno quartier Acciaiuoli, à la Piazza dei Giudici et la Via del Proconsolo.
- Torre degli Acciaiuoli, aujourd'hui des Buondelmonti (construite par eux autour de 1280) elle appartient à Niccolò Acciaiuoli, Gran Siniscalco du Règne de Naples, qui l'inclut dans son palais en 1341
- Torre degli Adimari, via Calzaiuoli. Possession de la famille des marquis de Toscane du XIe siècle.
- Torre degli Amidei, via Por Santa Maria. dite de Bigonciola ou Bigoncia, célèbre des affrontements entre ces derniers avec les Buondelmonti d'où seraient nés les partis Guelfes et Gibelins à Florence.
- Torre dei Macci, piazza dei Tre Re, sur l'arrière du Palazzo dell'Arte dei Beccai.
- Torre dei Baldovinetti, Borgo Santi Apostoli
- Torre dei Buondelmonti, via delle Terme. Rattachée ensuite au palais de l'Arte dei Galigai.
- Torre della Castagna, Piazza San Martino. littéralement « Tour des châtaignes » lesquelles servaient au vote à Florence (ballotte en toscan, qui donna ballottage[2]).
- Torre dei Ciacchi, Piazza Santa Cecilia
- Torre dei Compiobbesi, via Calimala. Adjacent au Palazzo dell'Arte della Lana avec le tabernacle de Santa Maria della Tromba, et faisant face à Orsanmichele.
- Torre dei Consorti sur le Lungarno Acciaiuoli
- Torre dei Della Bella, via dei Tavolini. Possession de la famille de Giano della Bella, auteur des Ordonnances de justice.
- Torre dei Donati, via del Corso. A appartenu à la famille de Dante Alighieri.
- Torre dei Foresi, via Porta Rossa
- Torri dei Galigai, via dei Tavolini
- Torre dei Giudi, via delle Terme
- Torre dei Marignolli, via dei Cerretani
- Torre dei Monaldi (Palais Bartolini-Torrigiani), via Porta Rossa
- Torre della Pagliazza, Piazza Sant'Elisabetta. Utilisée successivement comme prison, puis comme campanile pour l'église San Michele alle Trombe puis de l'église Sant'Elisabetta, disparue aujourd'hui.

- Torre dei Pierozzi, via dello Studio. Le plus illustre membre de cette famille est Antonin de Florence, archevêque de Florence et patron de l'archidiocèse avec San Zanobi.

- Torre dei Rigaletti, via Lambertesca
- Torre dei Sacchetti, via Condotta. Fit partie du système défensif de la Badia Fiorentina.
- Torre dei Salterelli, Piazza de' Salterelli
- Torre degli Strozzi, via Monalda
- Torre dei Visdomini, via delle Oche. Cité par Dante dans la Divine Comédie (Pd. XVI 112-114), car les Visdomini, avec les familles Tosinghi et Cortigiani, avaient la charge de s'occuper du siège épiscopal vacant dans l'attente d'un nouvel évêque.

#### Zone ouest
Limitée par le quartier de la via Valfonda et la  Via Panzani, Via Tornabuoni, l'Arno et le Viali di Circonvallazione.
- Torre dei Gianfigliazzi, via Tornabuoni

#### Zone est
Limitée par le quartier de Santa Croce, le long de la via del Proconsolo, la via dell'Oriuolo, Borgo Pinti, le Viali di Circonvallazione et l'Arno.
- Torre degli Alberti, via de' Benci all'angolo con Via Borgo Santa Croce
- Torre dei Bagnesi, via dei Neri
- Torri di Corso Donati, Borgo Albizi et via Palmieri
- Torre dei Filipetri, via de' Neri
- Torre dei Pazzi di Valdarno, Borgo Albizi
- Torri dei Peruzzi, Piazza Peruzzi

### Oltrarno
Oltrarno, la rive ouest (ou gauche) de l'Arno, la ville au-delà du Ponte Vecchio :

#### à l'ouest dujardin de Boboli
- Torre degli Angiolieri in Borgo San Jacopo
- Torri dei Barbadori in Borgo San Jacopo
- Torre dei Belfredelli in Borgo San Jacopo
- Torre dei Lanfredini in Via Santo Spirito
- Torre dei Mannelli in Via de' Bardi, qui est contournée par un encorbellement du Corridor de Vasari, leurs propriétaires ayant refusé aux Médicis sa traversée.
- Torre dei Marsili in Borgo San Jacopo
- Torre dei Ramaglianti in Via dei Ramaglianti
- Torre dei Rossi-Cerchi in Via Guicciardini angolo Borgo San Jacopo
- Torre degli Ubriachi in Via de' Bardi

#### centre
- Torre del Gallo zone Pian de' Giullari

## Autres villes toscanes
Pise
- Torre dei Lanfranchi,
- Torre del lungarno Pacinotti
- Torre di Sant'Agnese

San Gimignano
- Torre Rognosa, 52 m
- Torre Grossa, 54 m

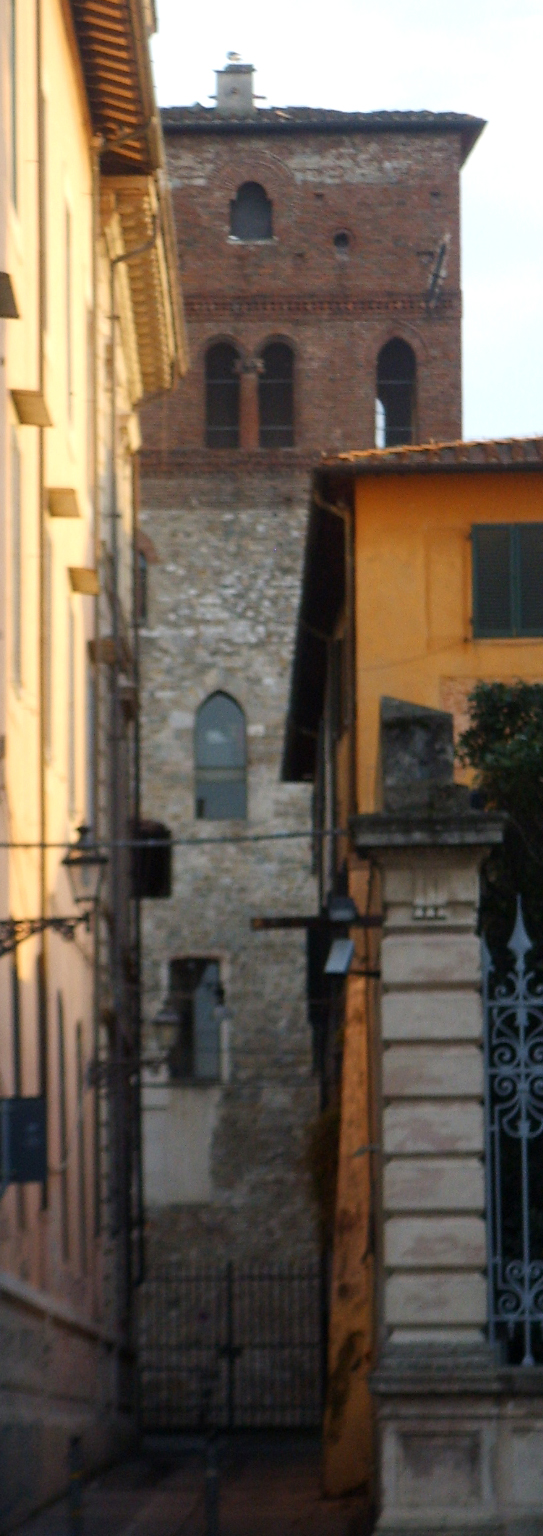
Torre dei Lanfranchi, Pise.

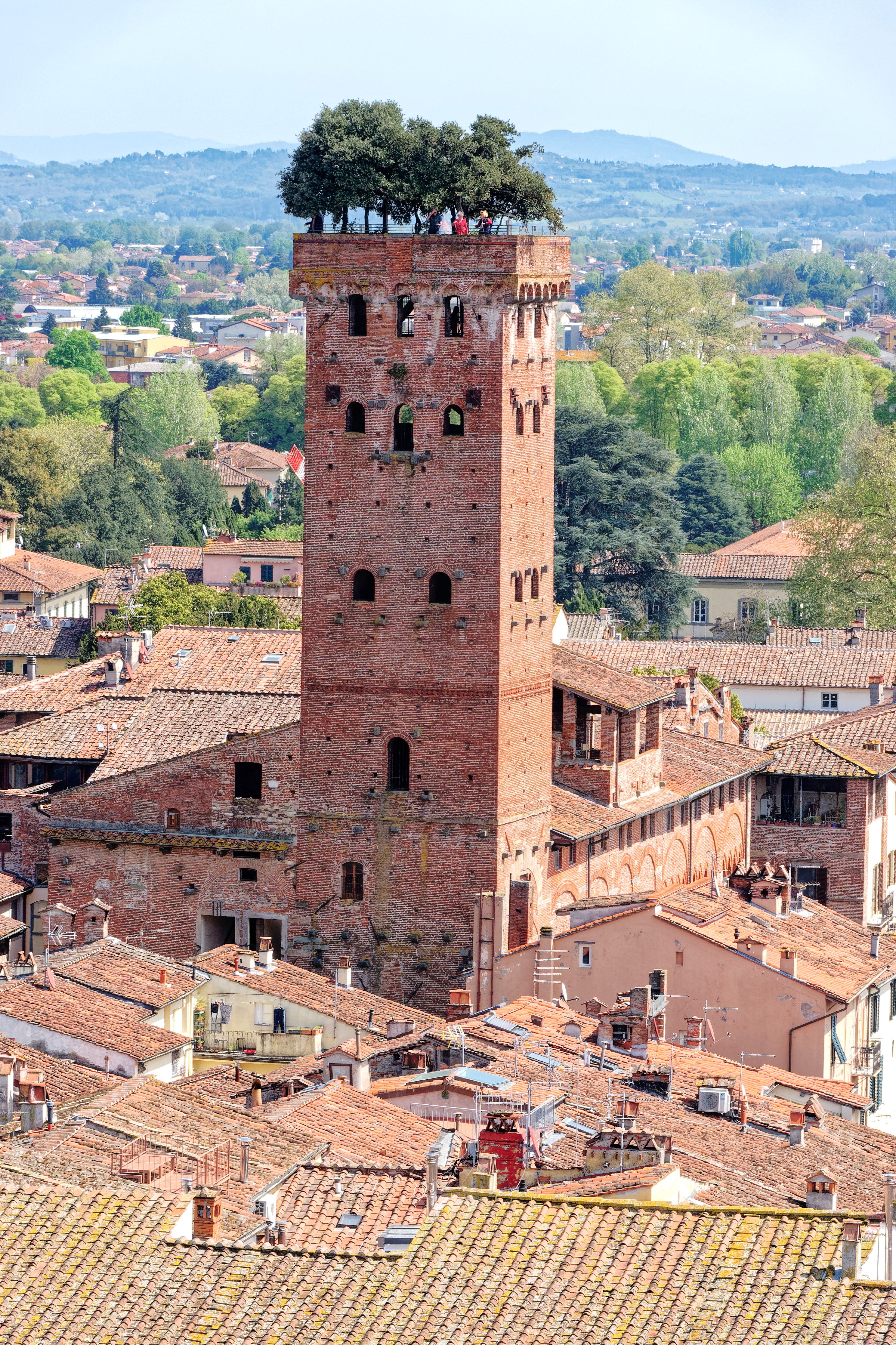
Torre Guinigi à Lucques.

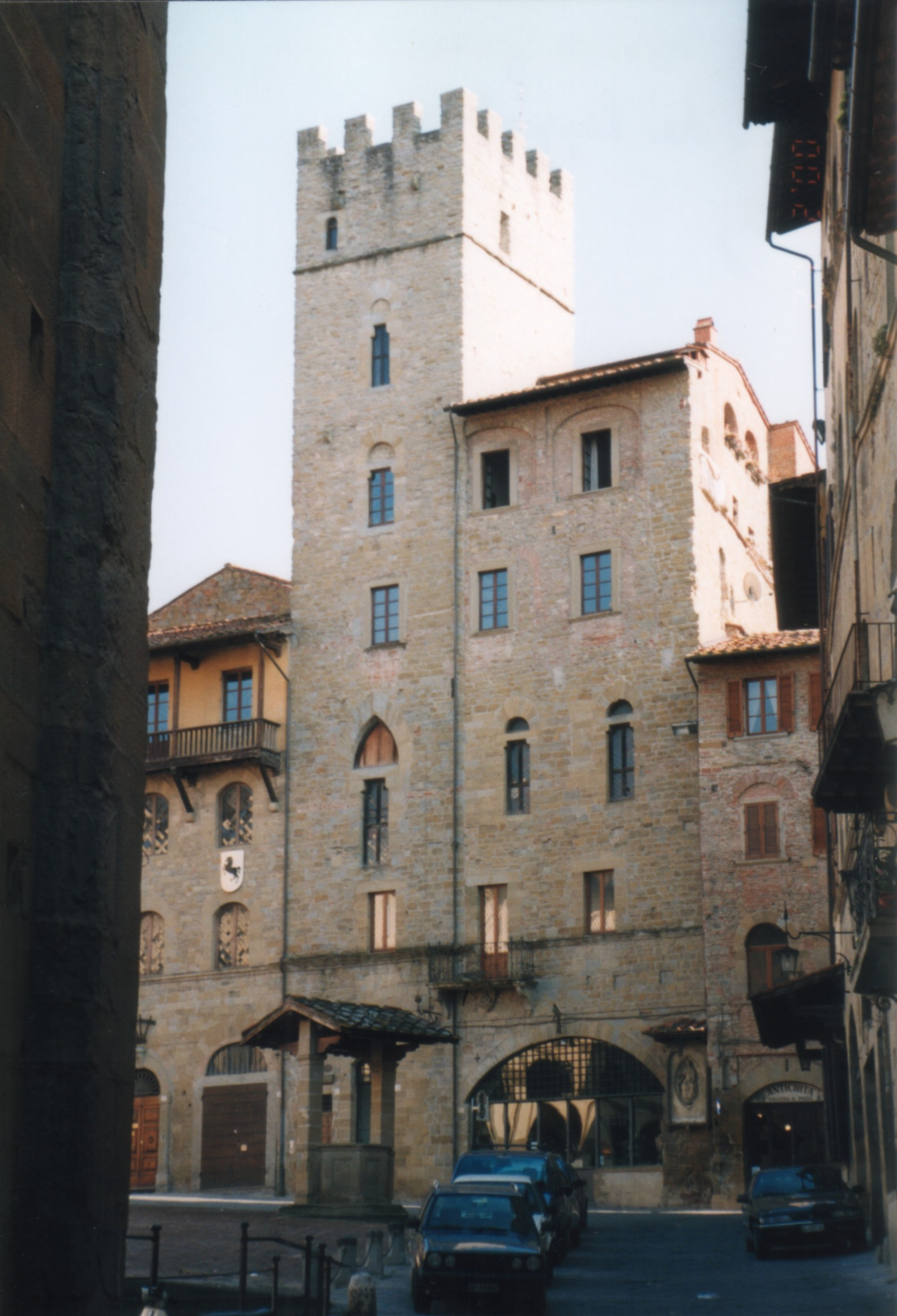
Casa dei Lappoli à Arezzo.

- Torri dei Salvucci, jumelles de 51 m
- Torri degli Ardinghelli
- Torre dei Becci
- Torre Chigi
- Torre dei Cugnanesi
- Torre del Diavolo
- Torre di palazzo Pellari

Sienne
- Torre dei Forteguerri
- Torre dei Montanini
- Torre degli Incontri

Volterra
- Casa-Torre Allegretti
- Casa-Torre Buonaguidi
- Casa-Torre Buonparenti
- Casa-Torre Minucci
- Casa-Torre dello Sbarba
- Casa-Torre Toscano

Barberino Val d'Elsa
- la maison-tour del Chito à Cortine[3].

Lucques
- la Torre Guinigi et un palais (deuxième partie du XIVe siècle) parmi les 250 tours et maisons-tours qui caractérisaient Lucca au Moyen Âge[4].

Arezzo
- Sur la Piazza Grande : la maison-tour de Giovanni'Antonio Lappoli, peintre arétin

## Ombrie proche

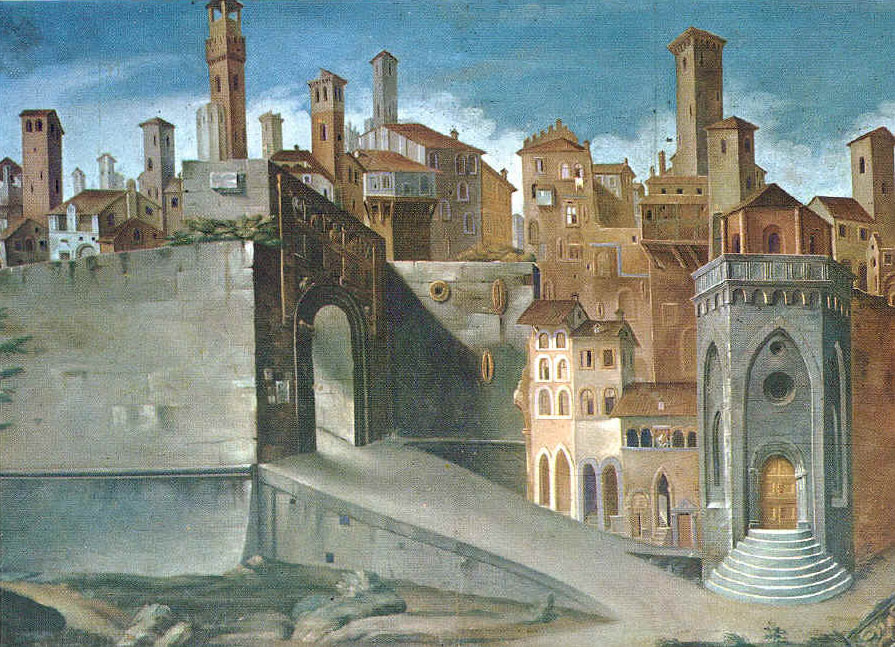
Pérouse : fresque de Sant Ercolano et San Ludovico (1454) par Benedetto Bonfigli.
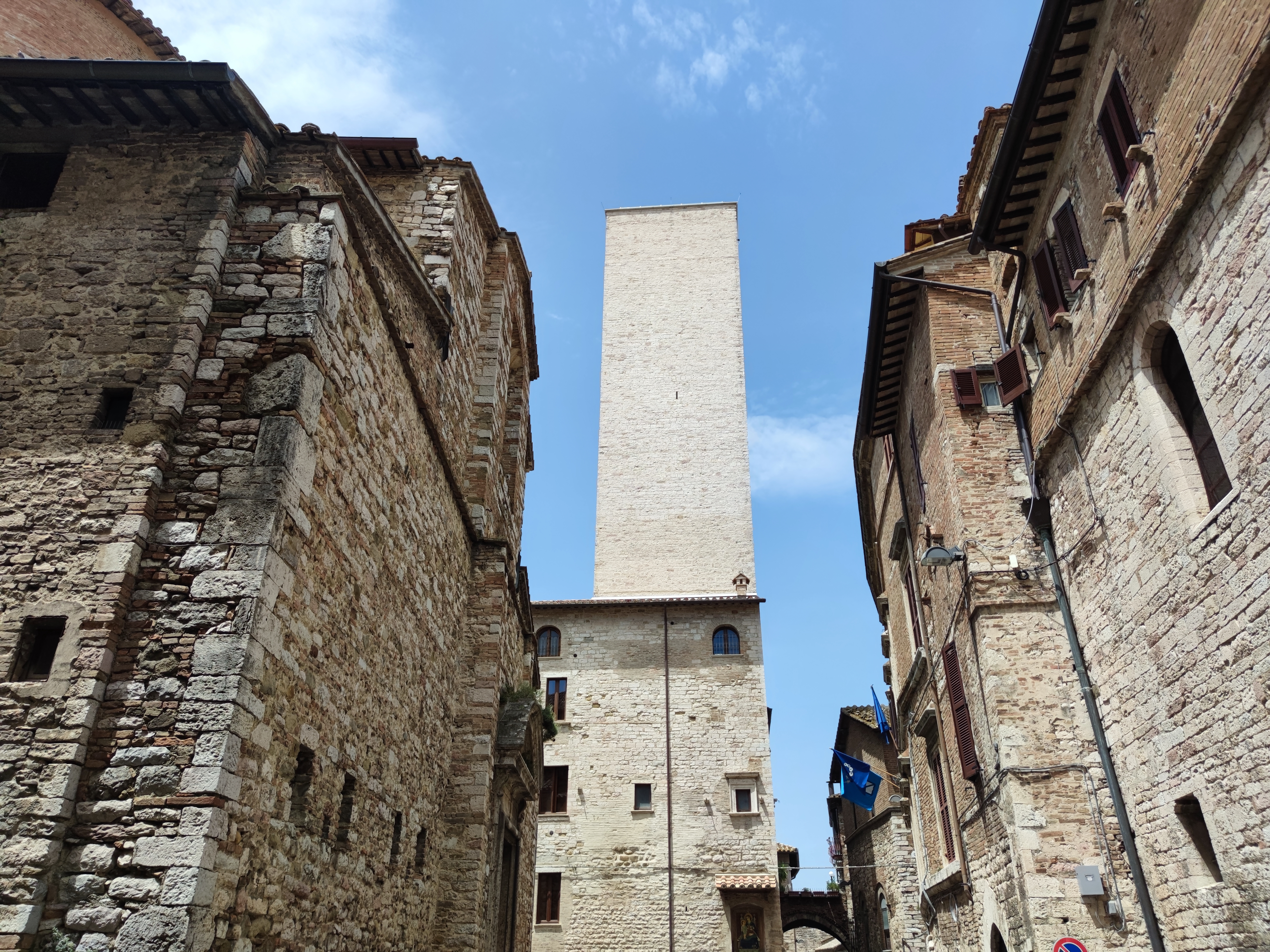
Torre degli Sciri à Pérouse.

Pérouse : sur la cinquantaine de tours attestées au XIIIe siècle et détruites en 1531 sur ordre du pape Paul III profitant d'une rébellion des Pérugins contre une taxe papale, seule la Torre degli Sciri subsiste, un des sommets de la ville (46 m).

## Autres villes d'Italie

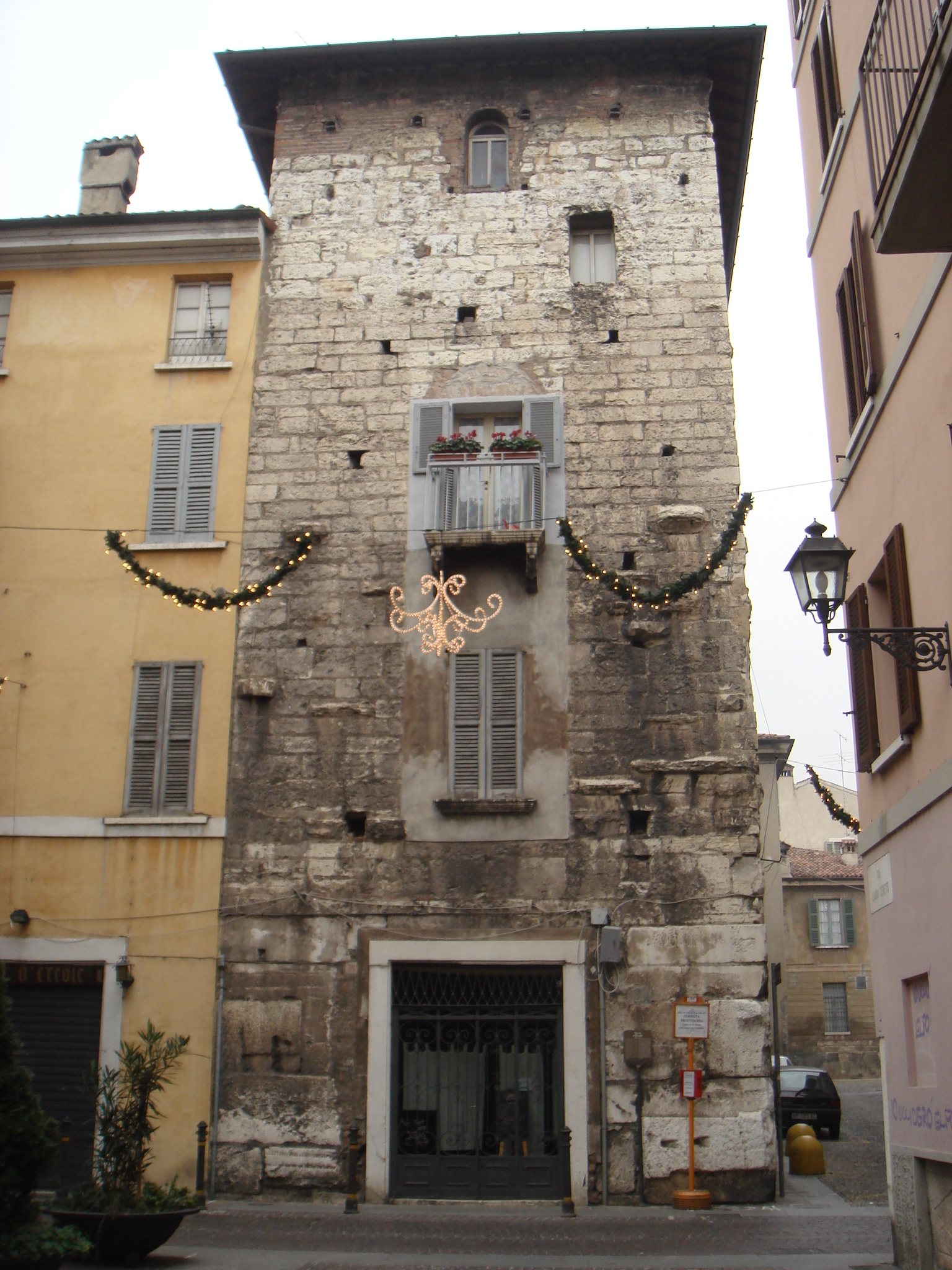
Torre d'Ercole à Brescia.

- Tours de Bologne : Torre Prendiparte et toutes les Torresotti (maisons-tours sur les portes et ouvertures des fortifications)
- Asti : Torre dei Monteu Roero, Torre Solaro,
- Brescia : Torre d'Ercole
- Bergame : Torre del Gombito
- Rome : Torre Caetani, Torre del Grillo, Torre SantAgnese, Torre dei Colonnesi, Torre Sanguigna